# كاريديتسا (كوزاني)
كاريديتسا (Καρυδίτσα) هي مدينة في كوزاني في مقاطعة فوريا إلادا في اليونان.
يبلغ عدد سكانها حوالي 928 نسمة.